# Sanel Šehić
Sanel Šehić (* 23. Februar 1984 in Titovo Velenje, SFR Jugoslawien) ist ein slowenischer Fußballspieler auf der Position des Stürmers.
Sanel Šehić spielte im Nachwuchsbereich des italienischen Fußballvereins Chievo Verona, im Erwachsenenbereich war er anschließend bei der AS Varese 1910 aktiv, bei dem er von Juli 2004 bis Juni 2006 in der Eccellenza und Serie D spielte. Danach wurde er vom Schweizer Fußballverein AC Bellinzona aufgenommen und kam dort in der Saison 2006/07 zu neun Einsätzen und einem Torerfolg in der Challenge League. Im November 2006 kehrte er wieder nach Italien zurück und spielte bis im Sommer 2008 beim Fünftligisten Turate.
In der Saison 2008/09 spielte Šehić bei Como Calcio in der Lega Pro Seconda Divisione. Die darauffolgende Saison verbrachte er beim Ligakonkurrenten AC Pro Sesto, wo er ebenfalls regelmäßig zum Einsatz kam.